# Schopfenspitz
De Schopfenspitz is een berg gelegen in de Berner Alpen in Zwitserland. Hij heeft een hoogte van 2104m.